# Kowloon Tong
Kowloon Tong (chiński: 九龍塘) – jedna ze stacji MTR, systemu szybkiej kolei w Hongkongu, na East Rail Line i Kwun Tong Line. Znajduje się w Tai Wai, w dystrykcie Sha Tin.
Stacja ta obsługuje Kowloon Tong i okolice, w tym Yau Yat Tsuen, centrum handlowe Festival Walk, City University of Hong Kong i Hong Kong Baptist University.
Stacja została otwarta 1 października 1979.